# Tanjung Raman (Ujan Mas)
Tanjung Raman is een bestuurslaag in het regentschap Muara Enim van de provincie Zuid-Sumatra, Indonesië. Tanjung Raman telt 1775 inwoners (volkstelling 2010).